# Clay Marzo
Pour les articles homonymes, voir Marzo.
Clay Marzo est un surfeur professionnel né le 17 juillet 1989 à San Diego en Californie et vivant à Hawaï.

## Biographie

### Enfance
Il a seulement 10 ans lorsqu'il gagne le 200 m nage libre d'Hawaï. À 11 ans, il termine troisième d'une compétition de la National Scholastic Surfing Association.

### Vie adulte
Marzo fait partie de l'équipe Quiksilver Young Guns. Aujourd'hui, il a de nombreux sponsors tels que Quiksilver, DC, Rockstar Energy, Carve Eyewear, Futures Fins, Creatures of Leisure, Vestal ou SUPERbrand Surfboards et est dit gagner un revenu à six chiffres.
En décembre 2007 lui est diagnostiqué un syndrome d'Asperger.
En août 2008, l'histoire de Clay Marzo a été résumée dans un court documentaire intitulé « Clay Marzo: Just add water », dirigé par Jamie Tierney et Strider Wasilewski.